# Grashofgraben
Der Grashofgraben ist ein Graben in Hamburg-Niendorf am Hamburger Flughafen.
Er beginnt an der Grenze zu Schleswig-Holstein und verläuft von dort in südöstliche Richtung. Er mündet unterirdisch in die Tarpenbek, bevor diese den Flughafen unterquert.